# Podgorje (Slovenj Gradec)
Podgorje je jedním z 22 sídel, která tvoří městskou občinu Slovenj Gradec. Ve vesnici v roce 2002 žilo 947 obyvatel.

## Poloha, popis
Zeměpisné souřadnice obce Podgorje jsou: 46°28′4.81″N 15°5′23.95″E
Katastr obce má rozlohu 18,73 km2 [zdroj?]. Střed obce je vzdálen zhruba 5 km jižně od Slovenj Gradce. Nachází se v nadmořské výšce 444 m. Územím obce protéká od jihu k severu potok, který má stejné jmého – Podgorje. Ve městě Slovinský Hradec se zleva vlévá do říčky Mislinja.
V obci nejsou žádné velké průmyslové podniky, mají však obchody, poštu a kulturní centrum. Mnoho lidí je zaměstnáno v nedalekých městech, ale mnozí se v posledních letech rovněž zabývají zemědělstvím.
Obec i občina se nachází v Korutanském regionu (slovinsky Koroška regija).